# Rio Caxitoré
O Rio Caxitoré é um rio brasileiro que banha o estado do Ceará.
É um afluente do rio Curu. Em seu leito está construído o Açude Caxitoré.
1. ↑  DAMASCENO, Marília de Fátima Barros. Diagnóstico ambiental da sub-bacia do rio Caxitoré (CE) através de um índice de deterioração físico-natural. Dissertação (mestrado acadêmico), Universidade Estadual do Ceará, Fortaleza, CE. 165 págs. 2016. Disponível em: https://www.uece.br/wp-content/uploads/sites/60/2020/02/mariliadefatima_barros_damasceno.pdf